# Пучинино
Пучинино — деревня в Вологодском районе Вологодской области.
Входит в состав Старосельского сельского поселения, с точки зрения административно-территориального деления — в Старосельский сельсовет.
Расстояние по автодороге до районного центра Вологды — 48 км, до центра муниципального образования Стризнево — 7 км. Ближайшие населённые пункты — Остюнино, Лягалово, Кипелово.
По переписи 2002 года население — 2 человека.